# Holy Rosita
Holy Rosita is een Belgische film uit 2024, geregisseerd en mede geschreven door Wannes Destoop.

## Verhaal
Rosita is een goedlachse, graag geziene vrouw met een vurige kinderwens. De mensen rond haar vinden het onverantwoord omdat ze amper voor zichzelf kan zorgen. Wanneer Rosita toch zwanger wordt, besluit ze het geheim te houden.

## Rolverdeling
| Acteur           | Personage          |
| ---------------- | ------------------ |
| Daphne Agten     | Rosita             |
| Janne Desmet     | Nadja              |
| Delfine Bafort   | Sabrina            |
| Mieke De Groote  | Magda              |
| Cilou David      | Chelsey            |
| Jos Geens        | Roger              |
| Greet Verstraete | hotelreceptioniste |

## Productie
Holy Rosita is de eerste speelfilm van regisseur Wannes Destoop nadat hij eerder de televisieserie Albatros regisseerde, die handelde over zwaarlijvige mensen. Hij werkt opnieuw samen met zijn Albatros-collega's Tom Dupont die het scenario meeschreef en actrice Janne Desmet. De idee over het verhaal ontstond al in eerste jaar op de filmschool toen Destoop een documentaire maakte over een vrouw met een beperking en een kinderwens. De filmopnames werden einde november 2022 afgerond in Waregem, waar deels opgenomen werd in en rond de Elindus Arena.
De film wordt geproduceerd door Gilles Coulier, Gilles De Schryver en Wouter Sap voor De Wereldvrede met de hulp van Tax shelter en de steun van onder meer het Vlaams Audiovisueel Fonds (VAF). Camerawerk werd gedaan door DoP Dries Delputte. De officiële trailer werd vrijgegeven op 12 december 2023.

## Release en ontvangst
Holy Rosita ging op 26 januari 2024 in première als openingsfilm van het Filmfestival Oostende. De release in de Belgische cinemazalen volgde op 14 februari 2024. Hoofdrolspeelster Daphne Agten kreeg na de avant-premièrevertoning een staande ovatie en lovende kritieken voor haar eerste filmhoofdrol. De film werd dat najaar ook vertoond op het Nederlands Film Festival in Utrecht en in de competitie van het Filmfestival van Turijn, Italië, waar hij de "prijs voor beste film" won. Holy Rosita werd in 2025 12 maal genomineerd voor de Ensor-filmprijzen er won er vijf.

## Prijzen en nominaties
De belangrijkste:
| Jaar | Prijs | Categorie                                       | Genomineerde(n)       | Uitslag  |
| ---- | ----- | ----------------------------------------------- | --------------------- | -------- |
| 2025 | Ensor | Beste acteerprestatie hoofdrol - film           | Daphne Agten          | Gewonnen |
| 2025 | Ensor | Beste acteerprestatie ondersteunende rol - film | Mieke De Groote       | Gewonnen |
| 2025 | Ensor | Beste muziek                                    | David Martijn         | Gewonnen |
| 2025 | Ensor | Beste art direction                             | Toon Mariën           | Gewonnen |
| 2025 | Ensor | Telenet publieksprijs                           | Telenet publieksprijs | Gewonnen |